# Llista de peixos d'Oklahoma

Localització d'Oklahoma als Estats Units

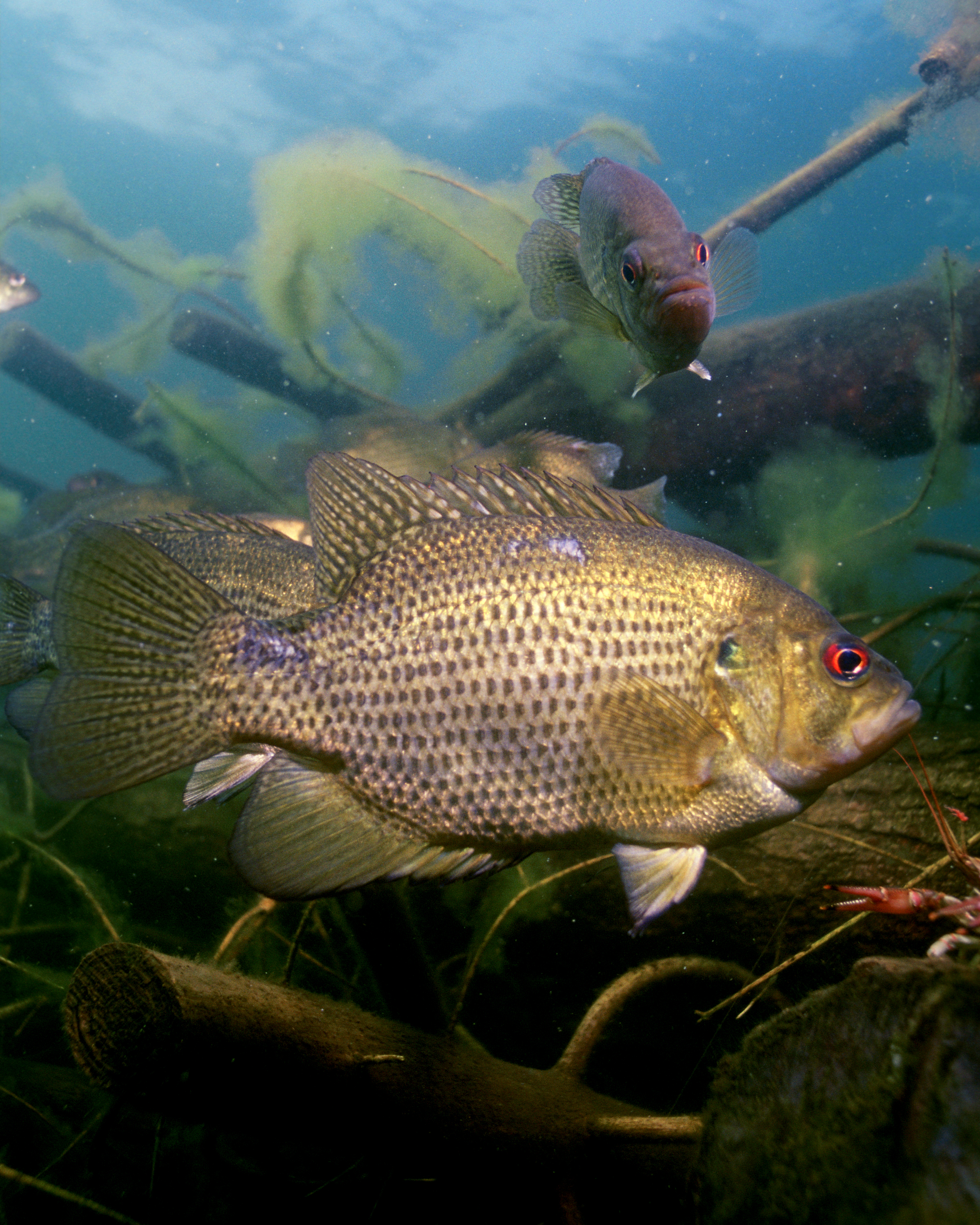
Ambloplites rupestris

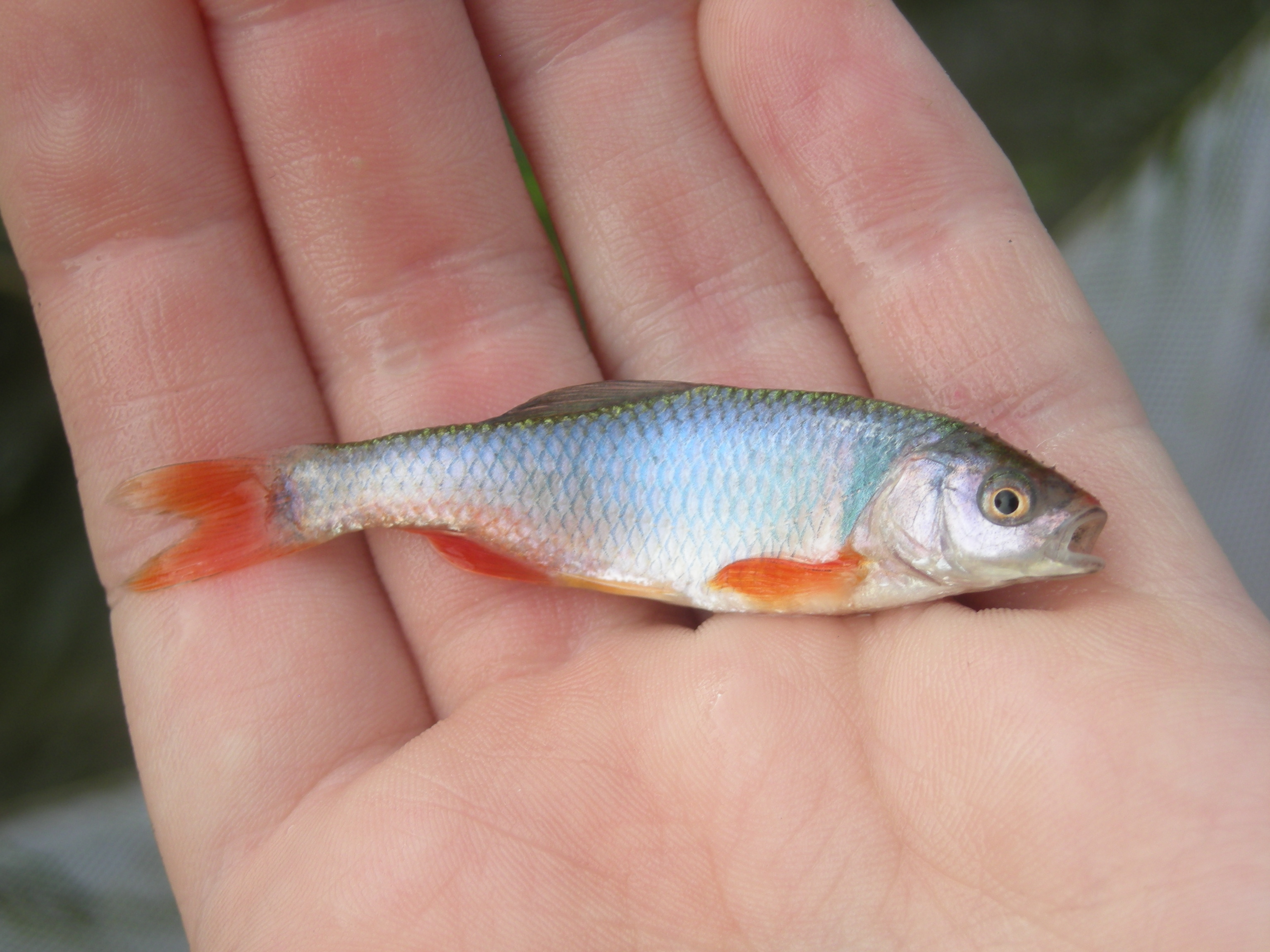
Cyprinella lutrensis

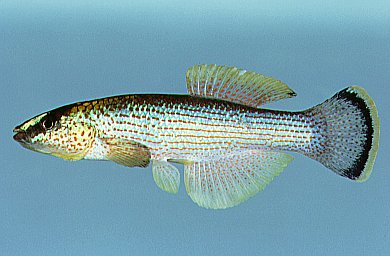
Fundulus catenatus

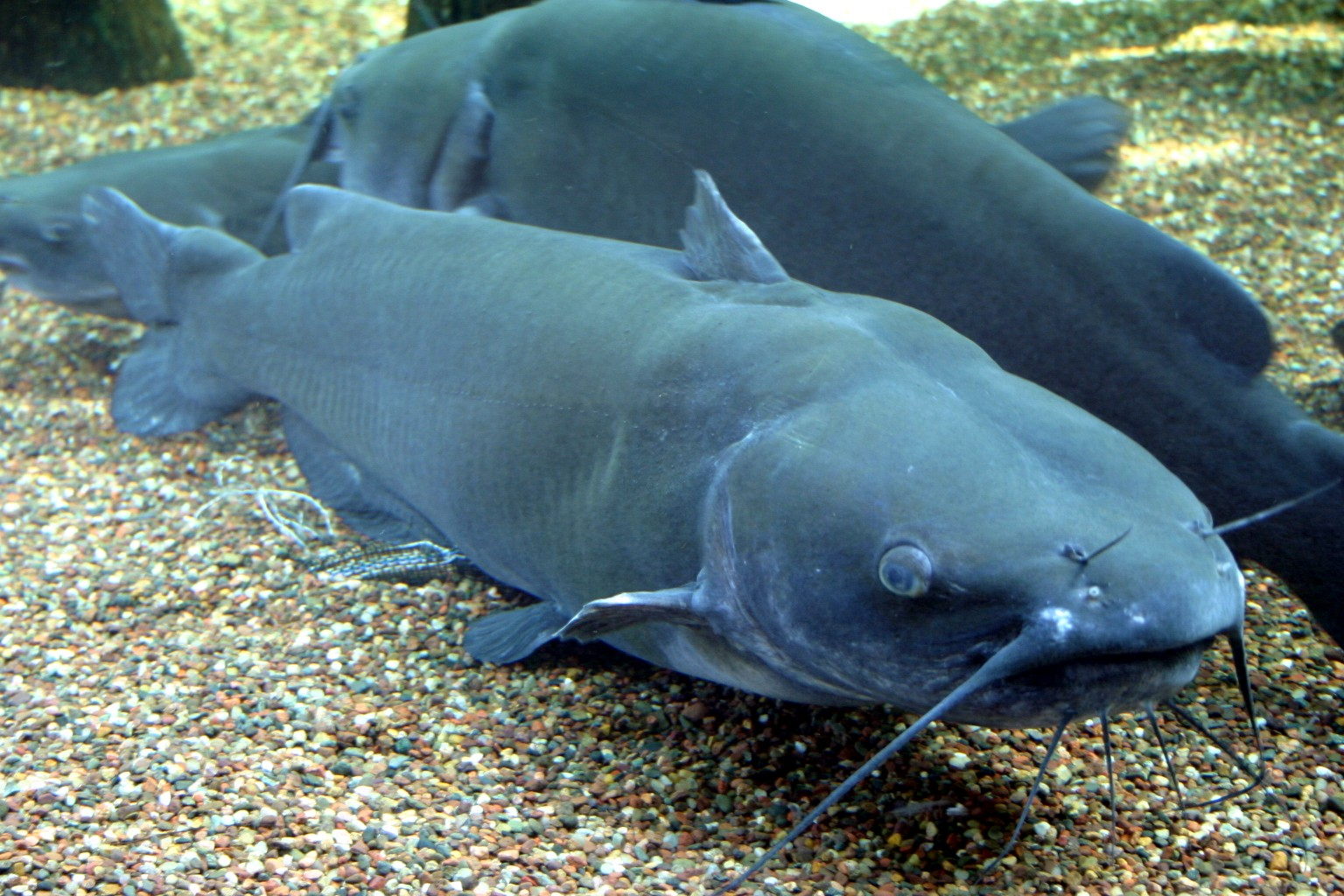
Ictalurus punctatus

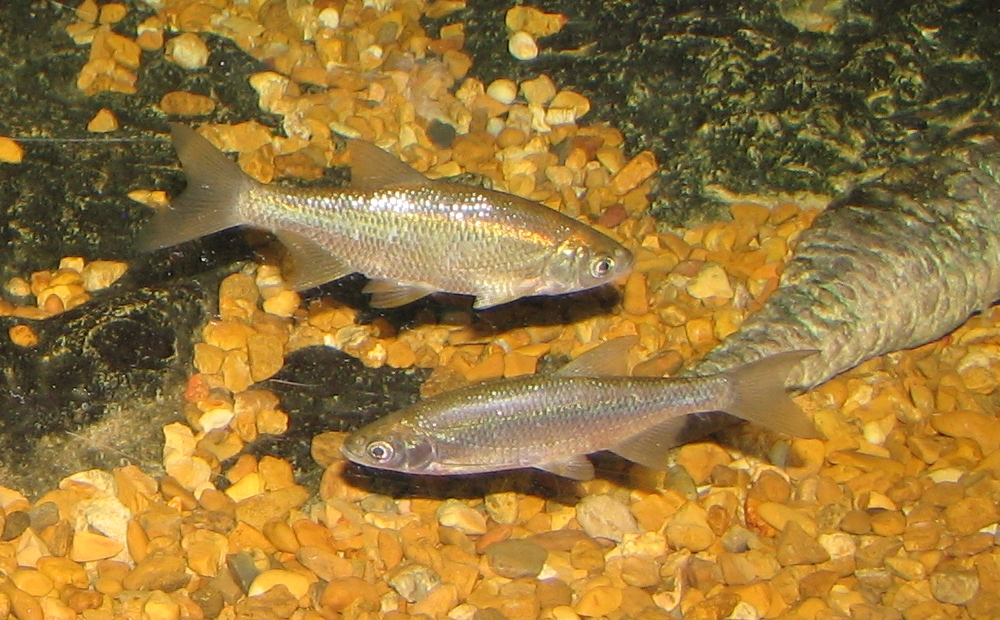
Luxilus chrysocephalus

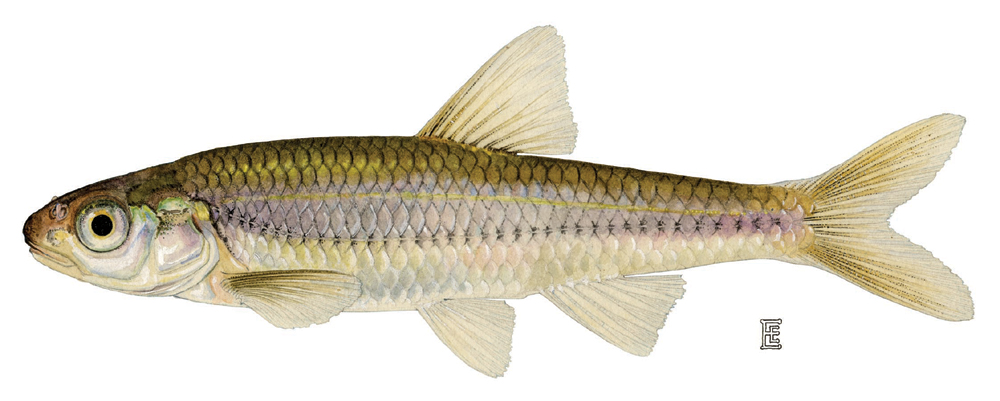
Notropis stramineus

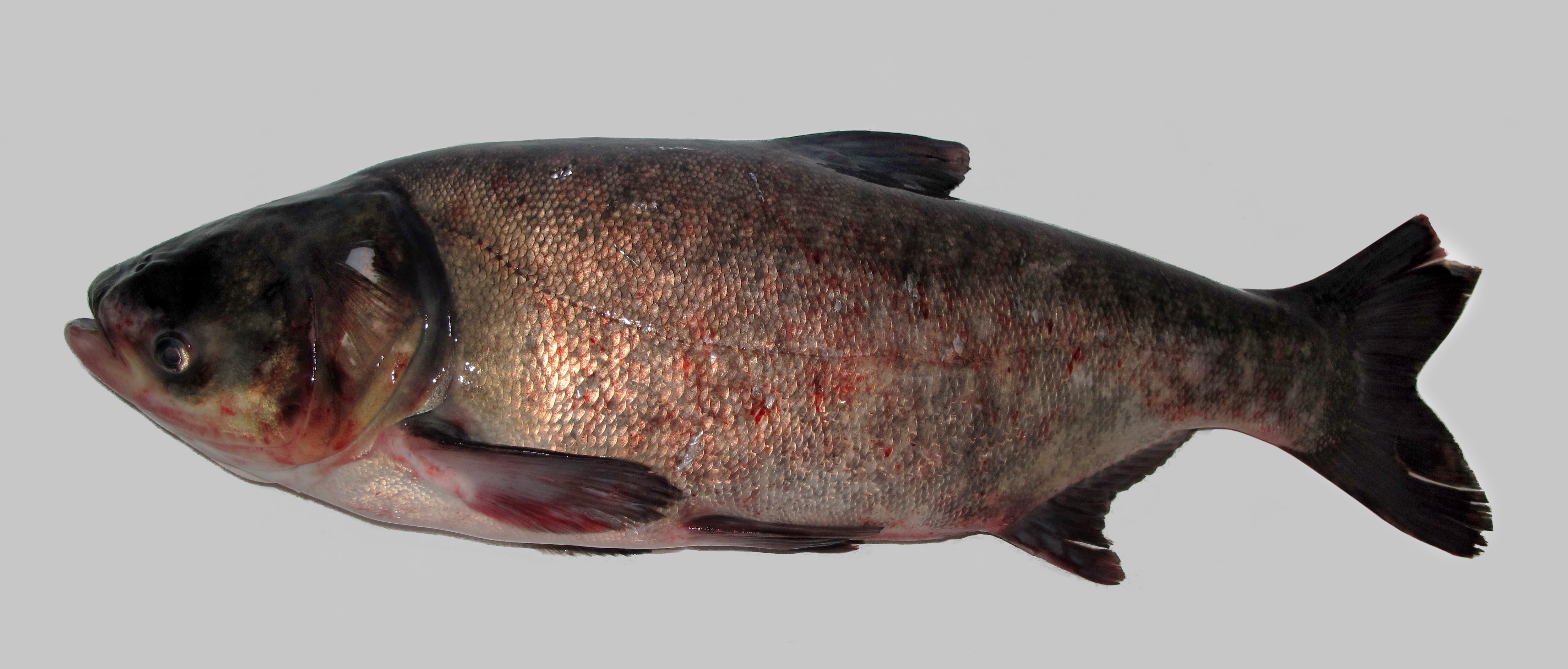
Hypophthalmichthys nobilis

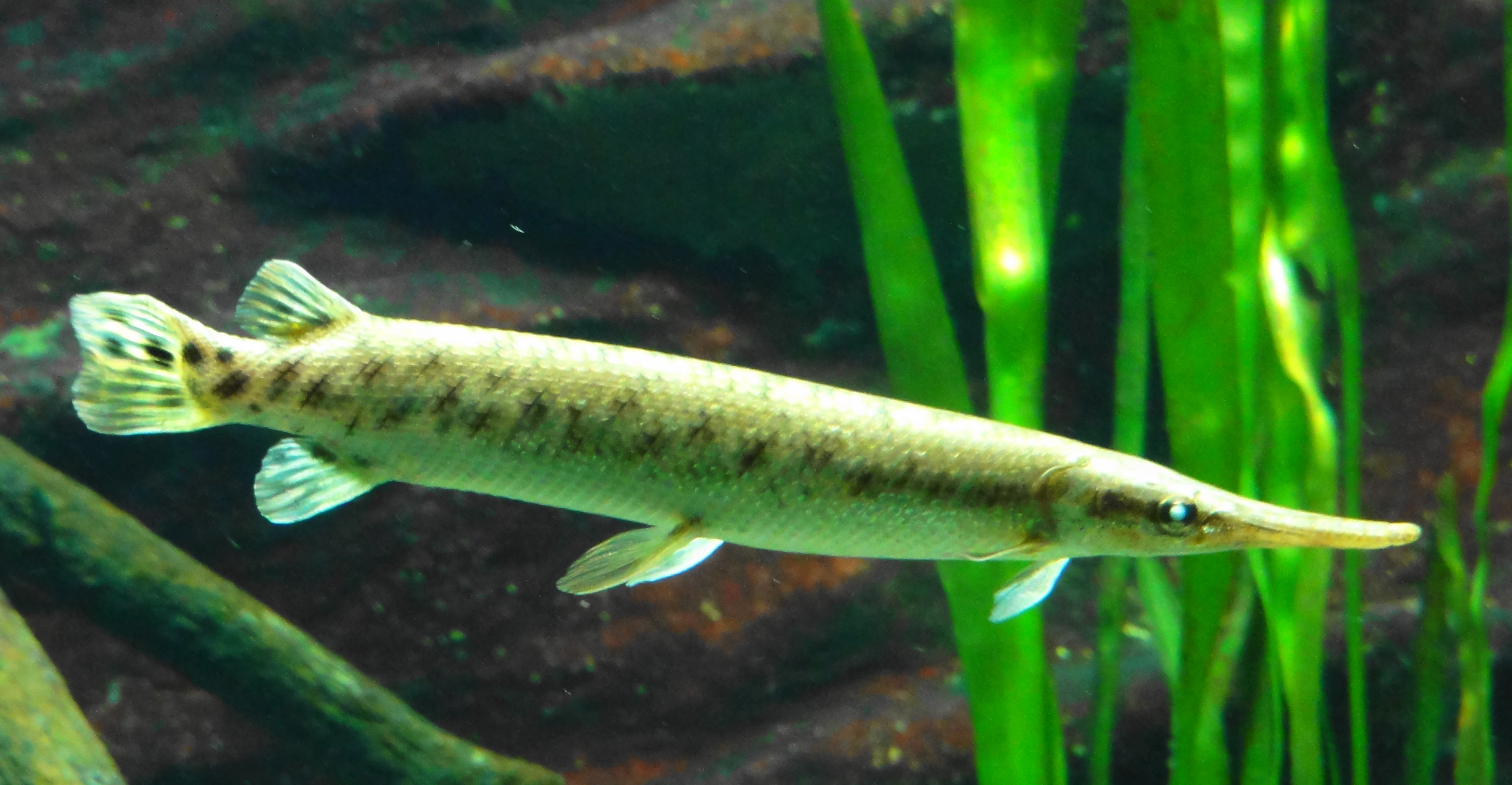
Lepisosteus oculatus

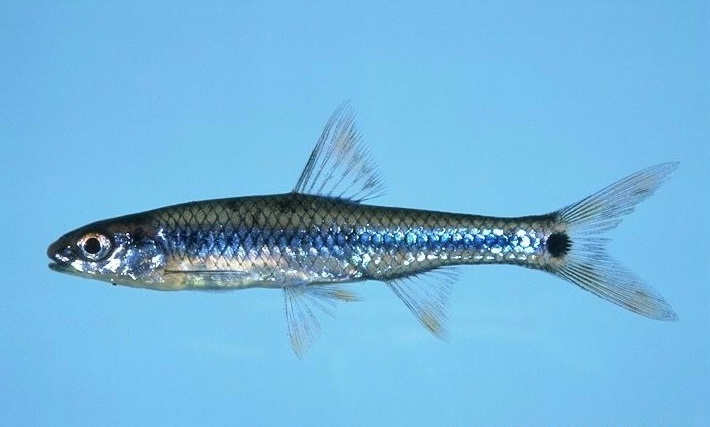
Notropis maculatus

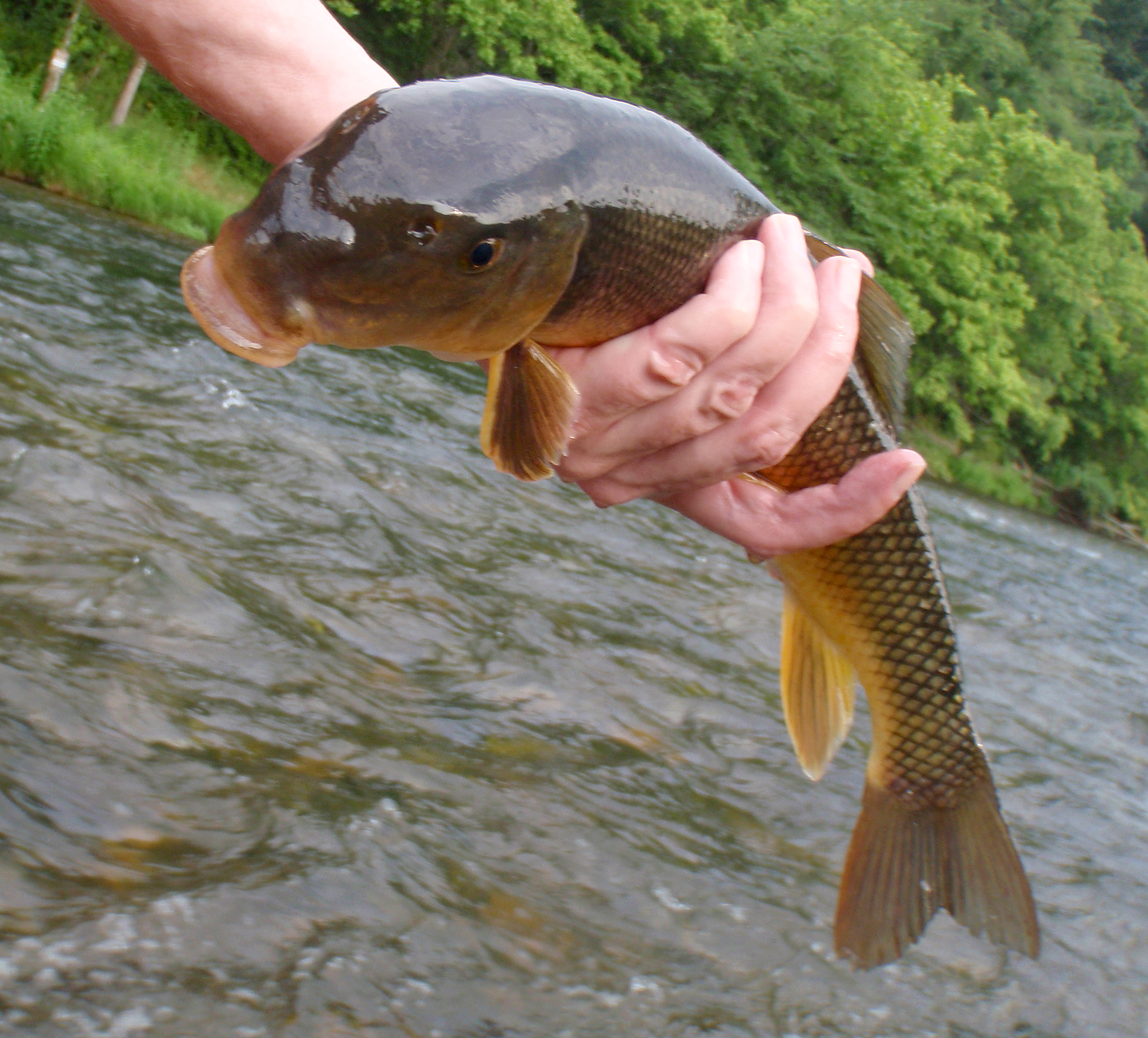
Moxostoma duquesnii

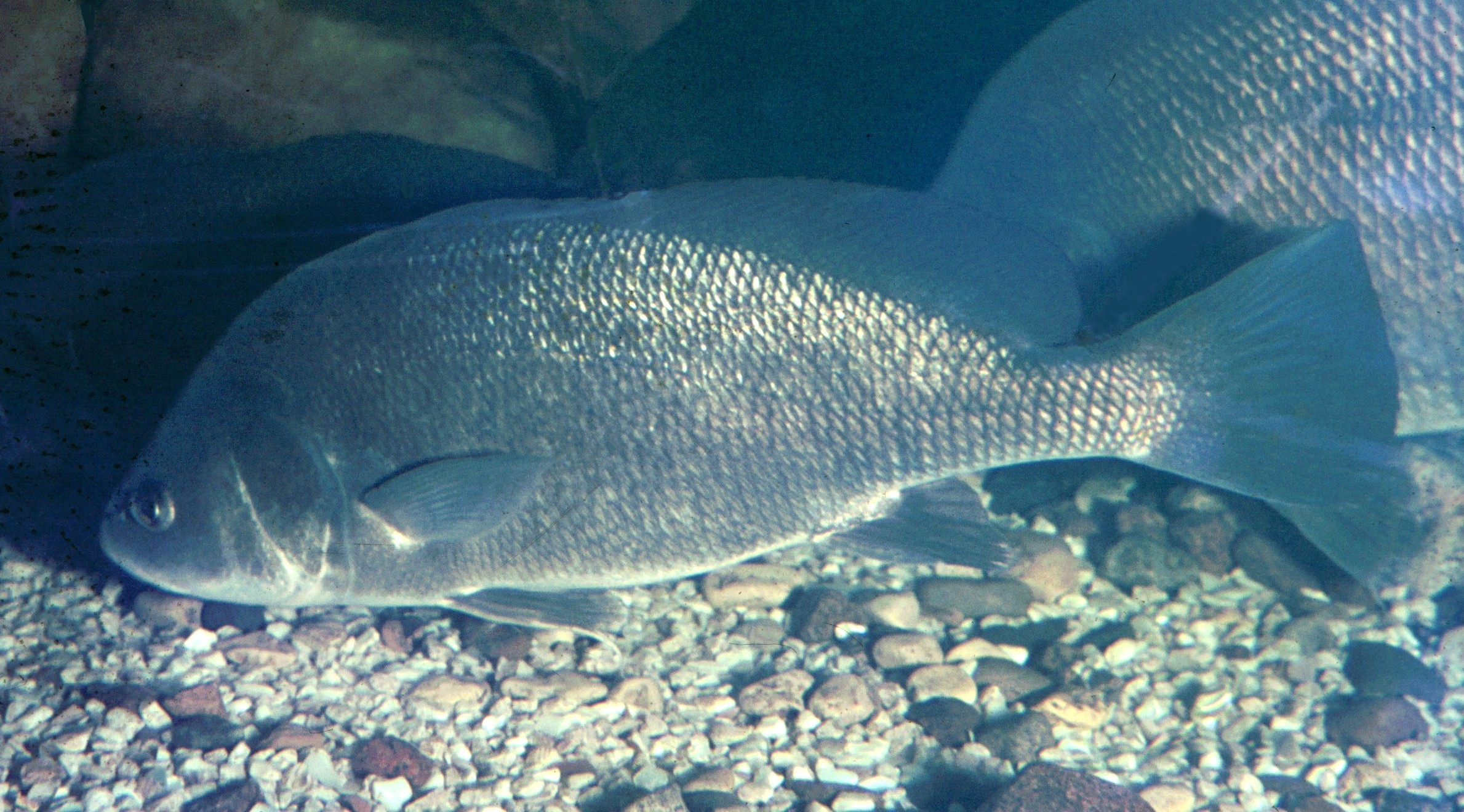
Aplodinotus grunniens

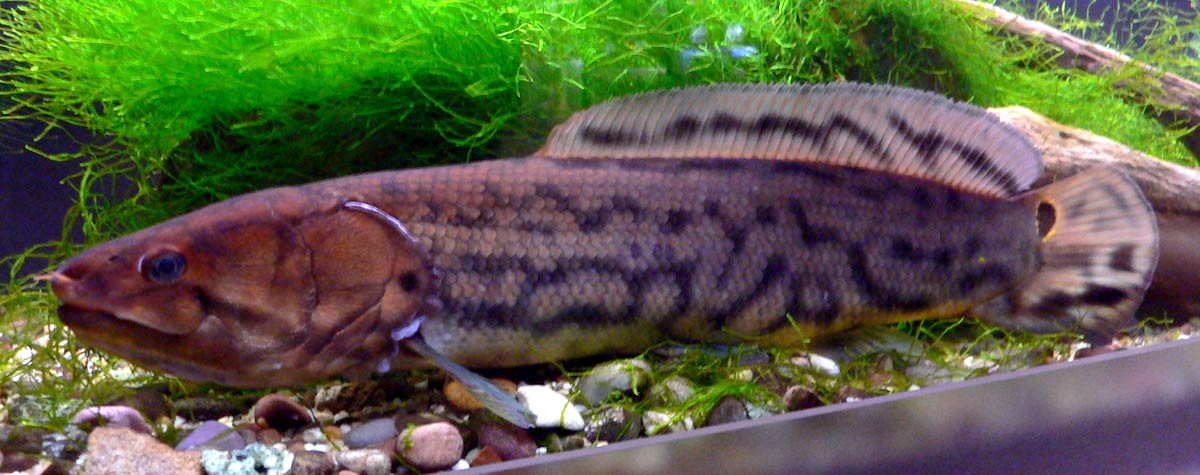
Àmia (Amia calva)

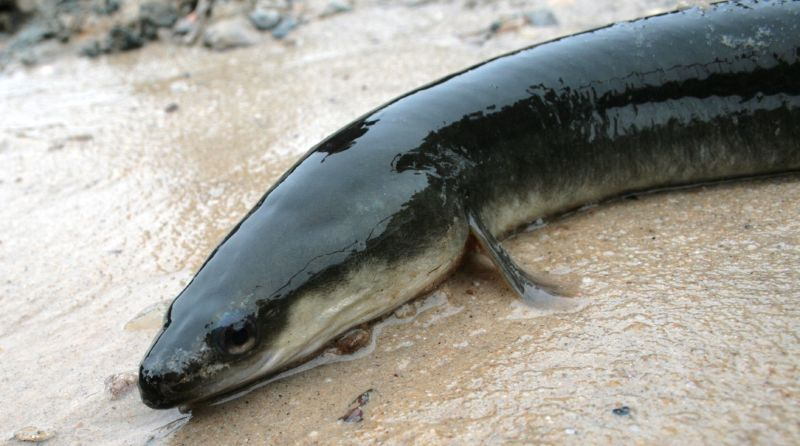
Anguilla rostrata

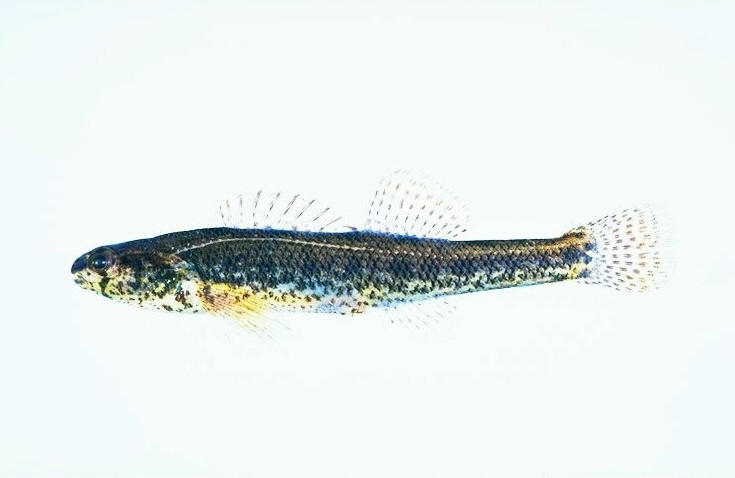
Etheostoma fusiforme

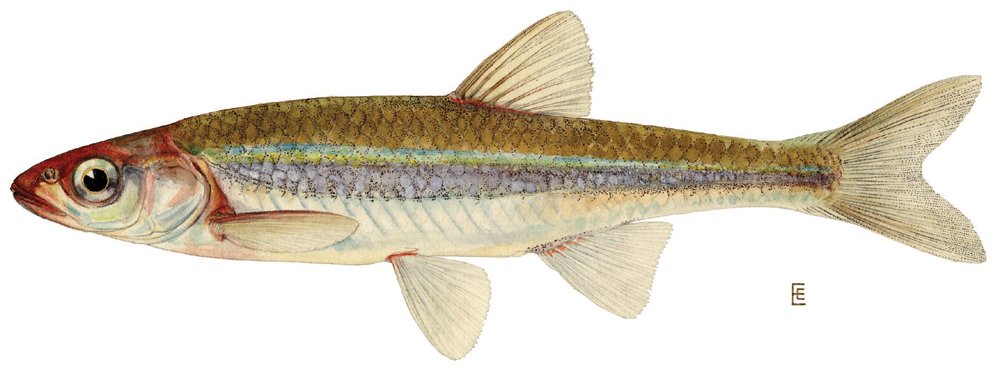
Notropis rubellus

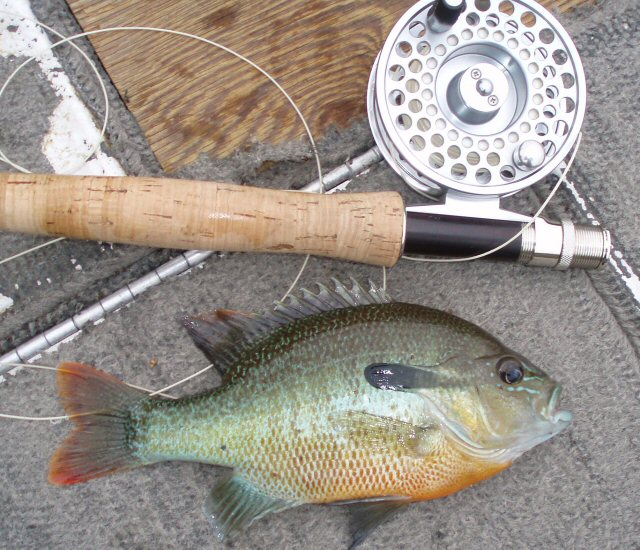
Lepomis auritus

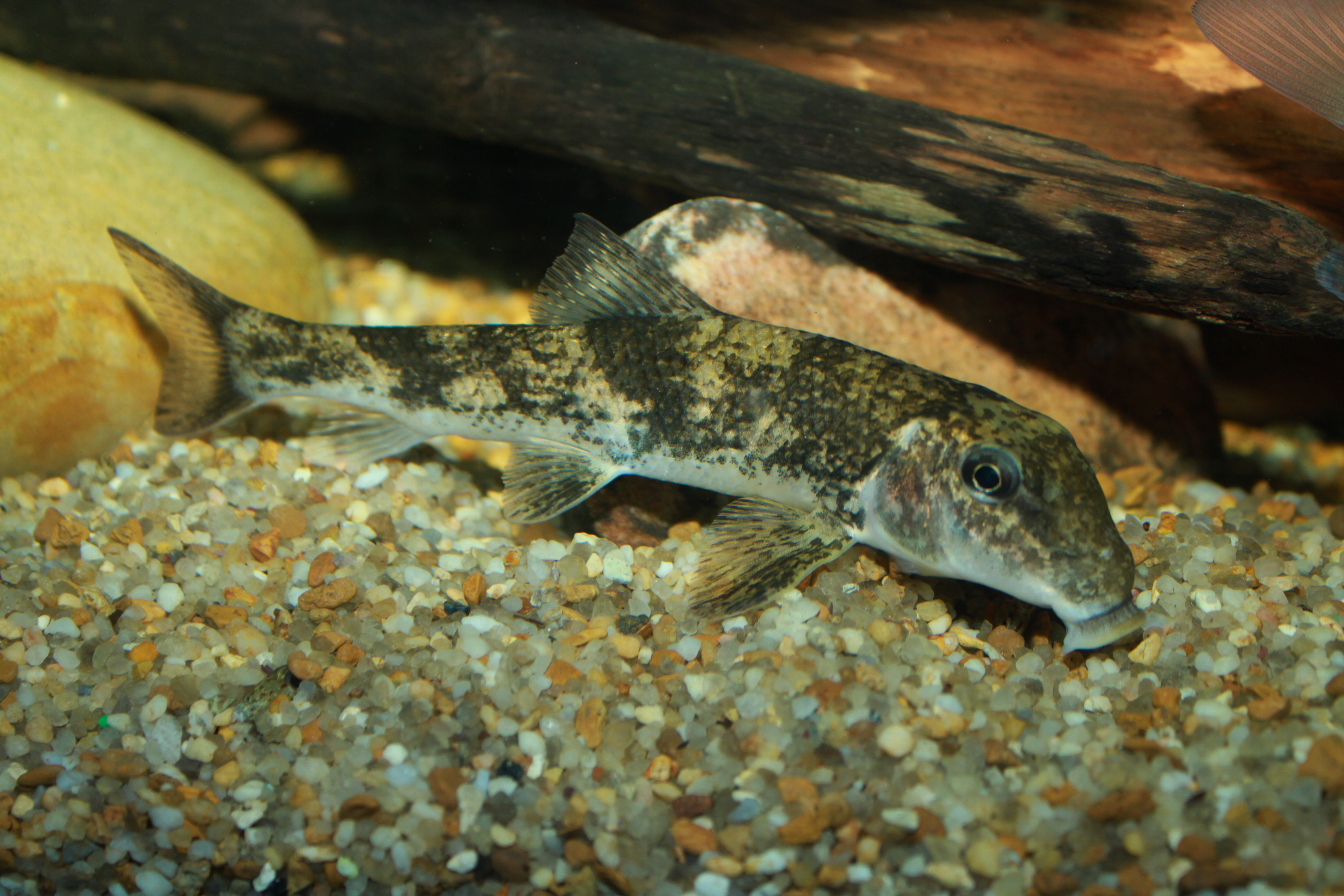
Hypentelium nigricans

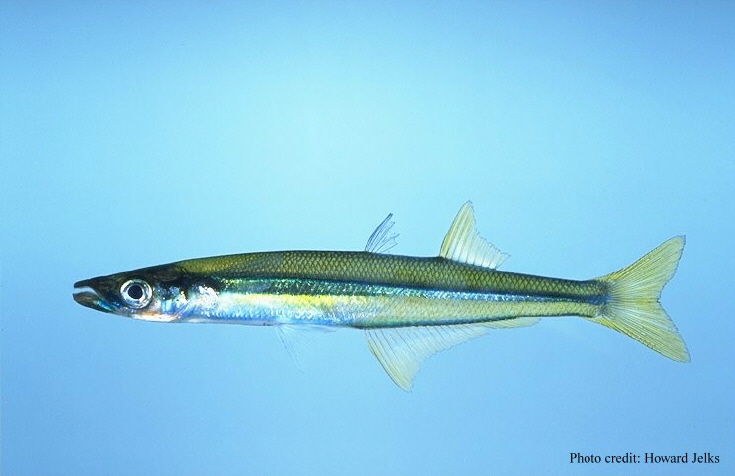
Labidesthes sicculus

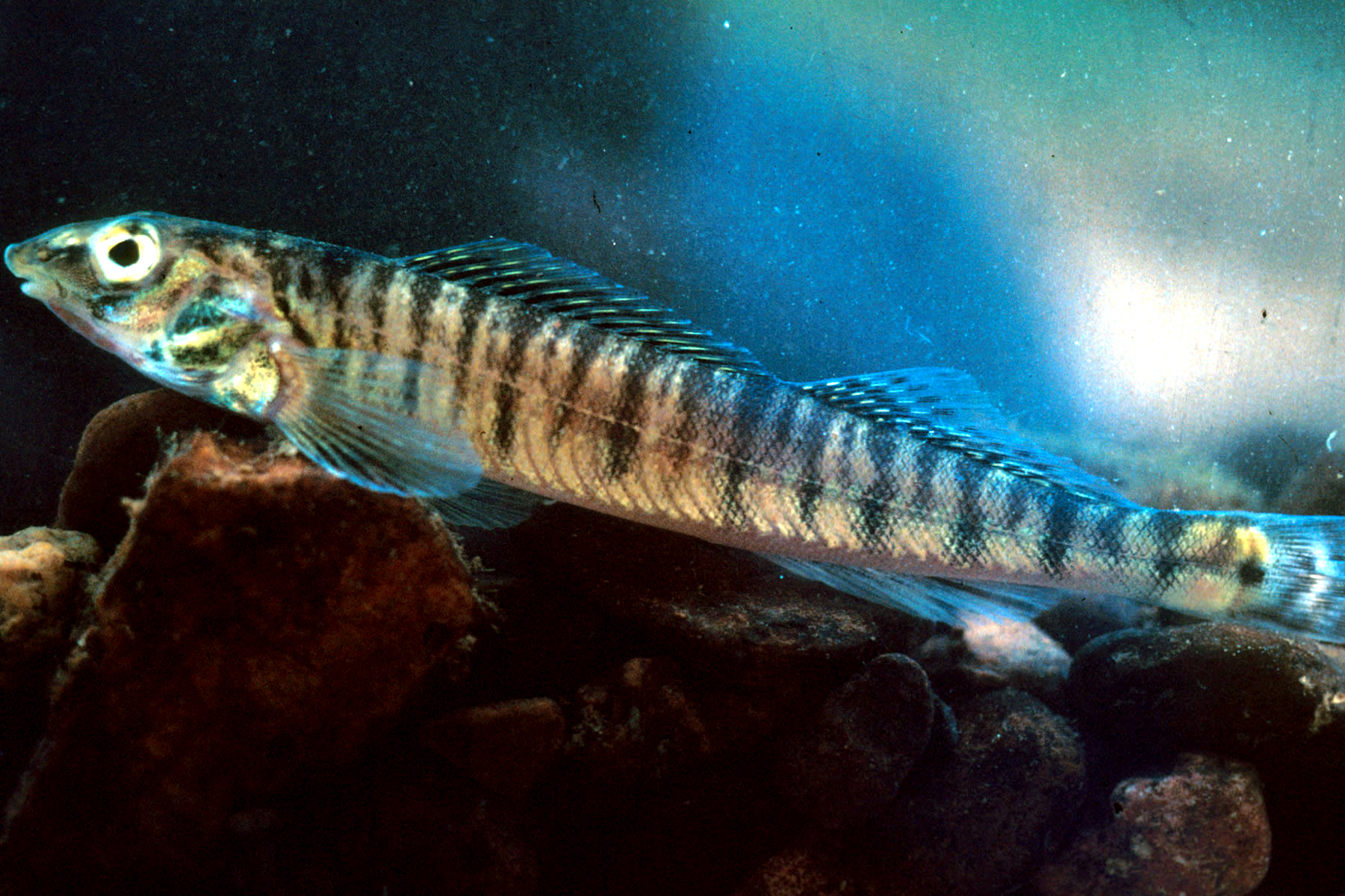
Percina caprodes

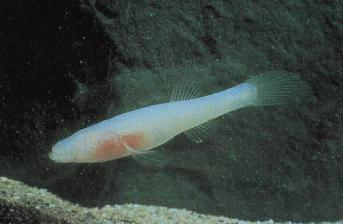
Amblyopsis rosae

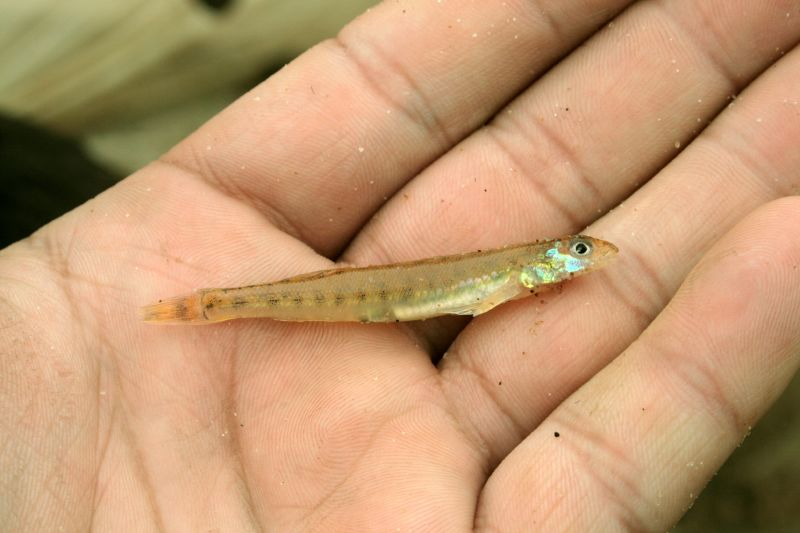
Ammocrypta vivax

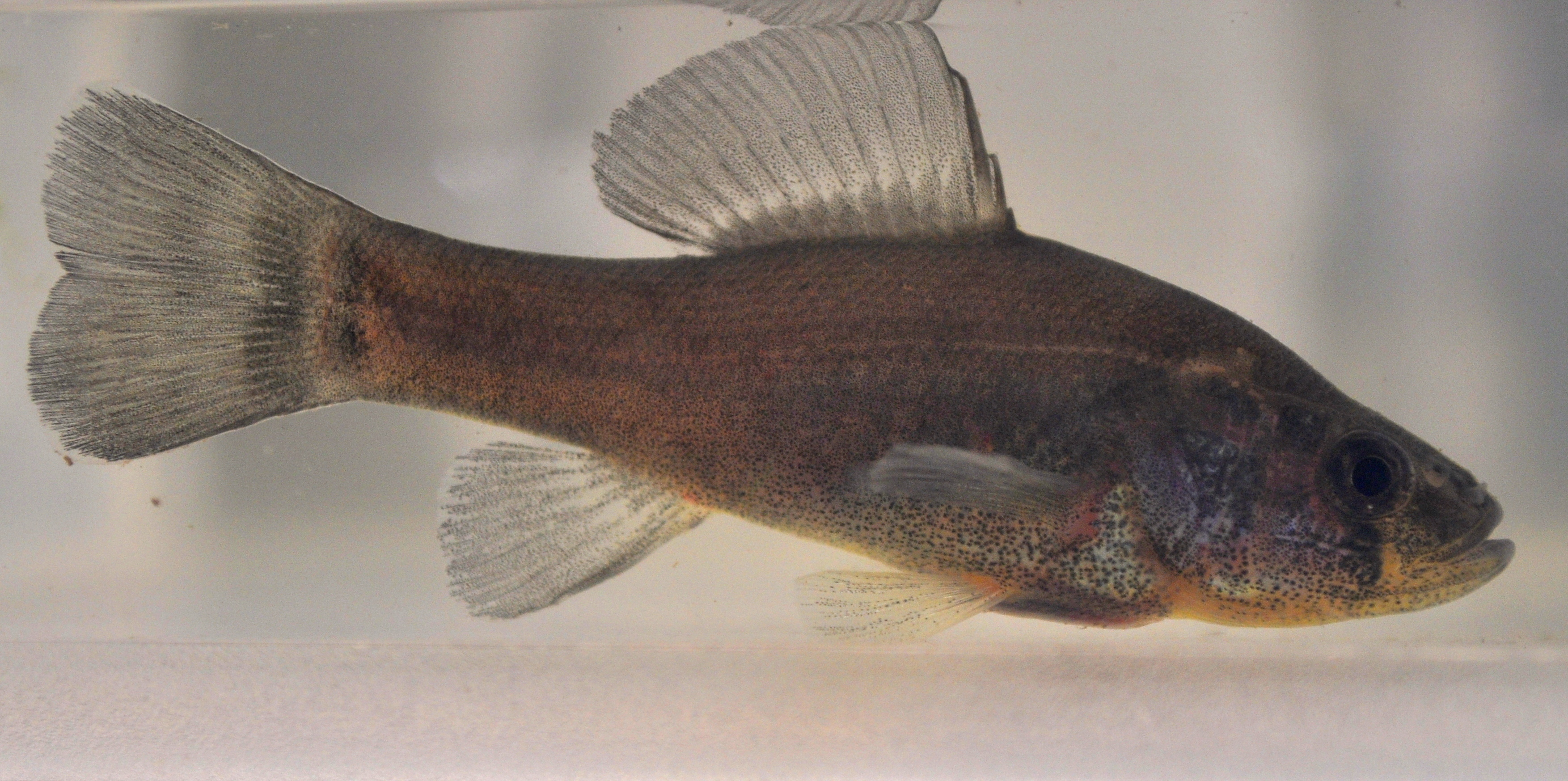
Aphredoderos sayanus

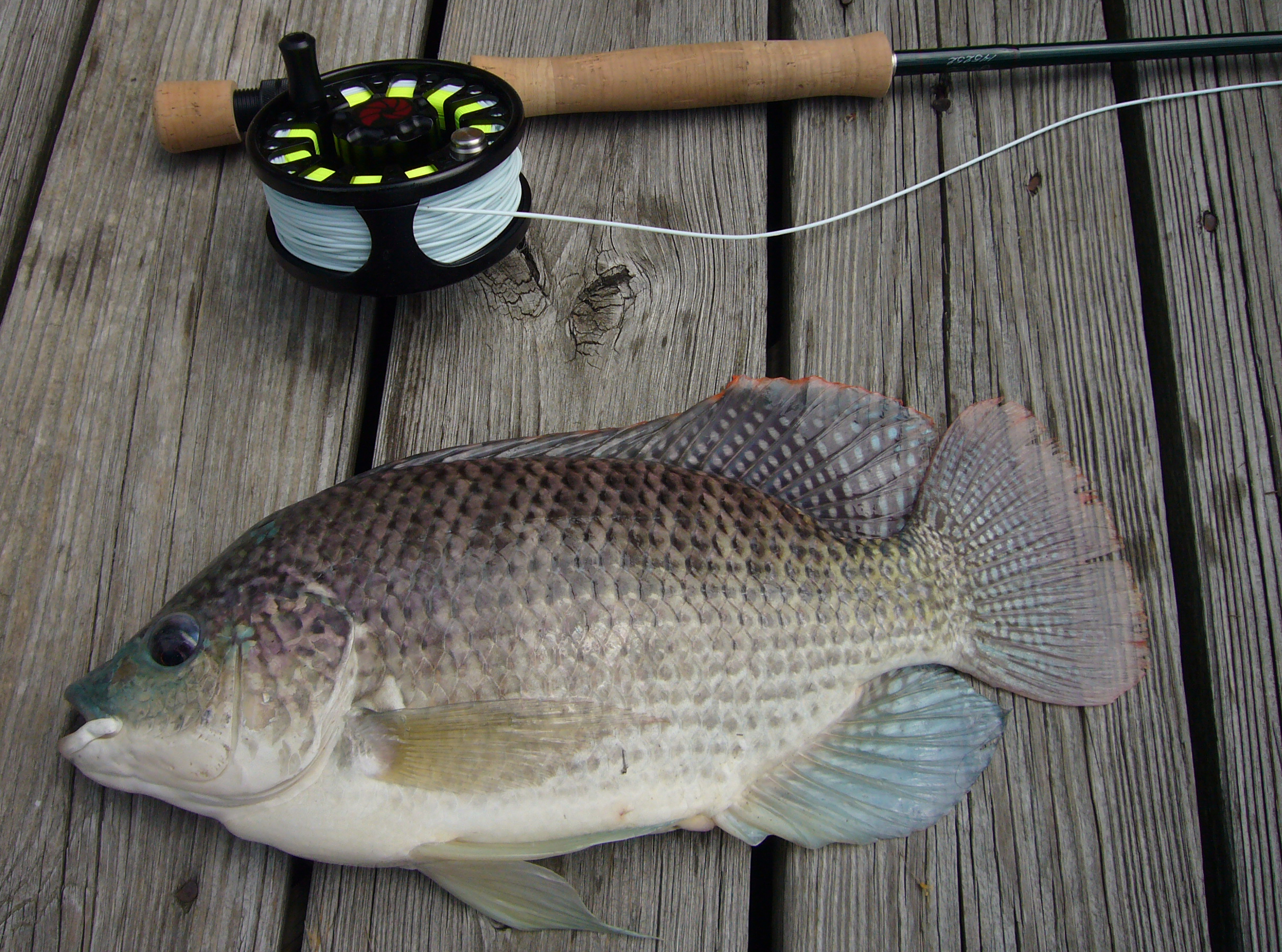
Oreochromis aureus

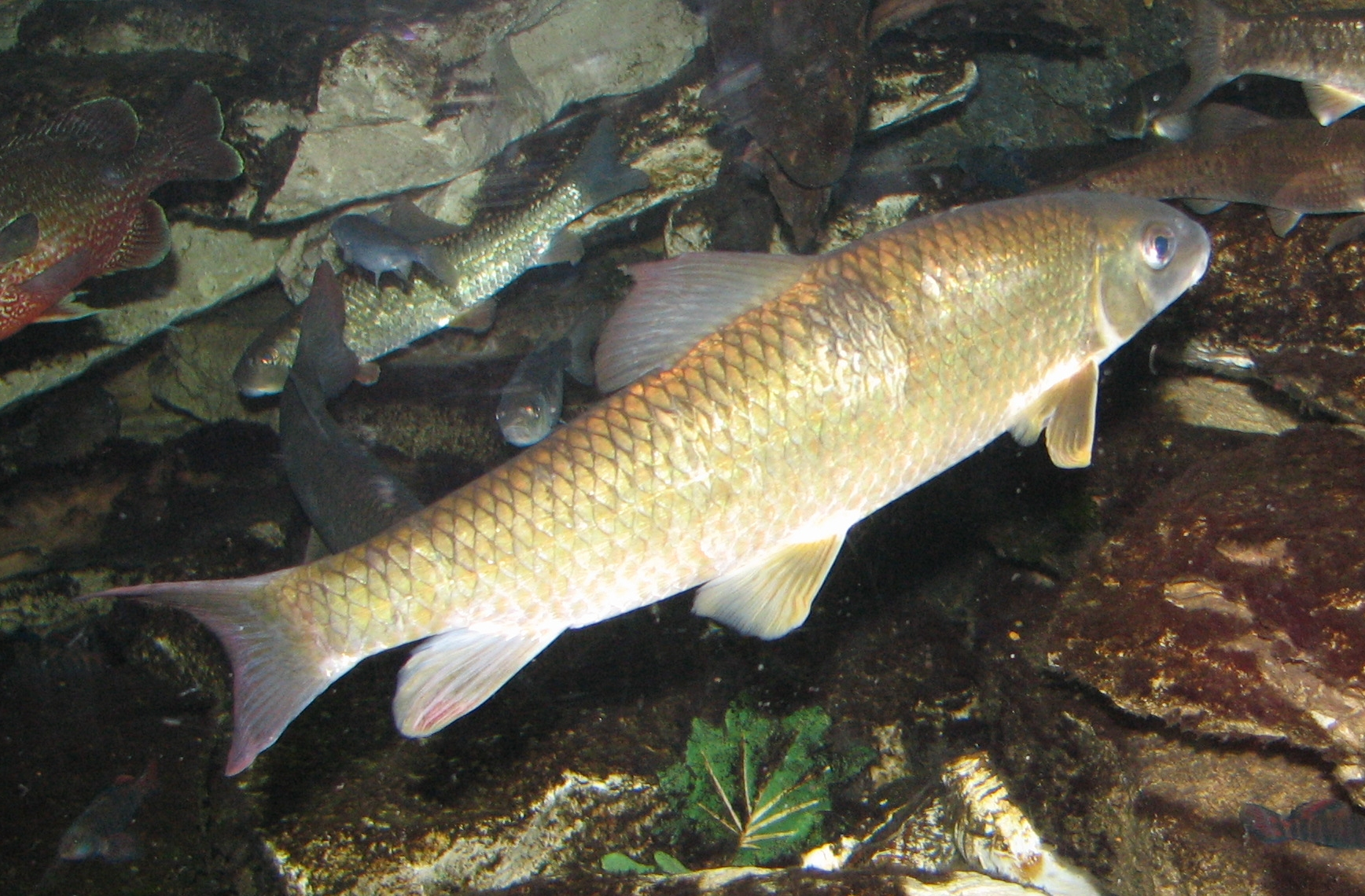
Notemigonus crysoleucas

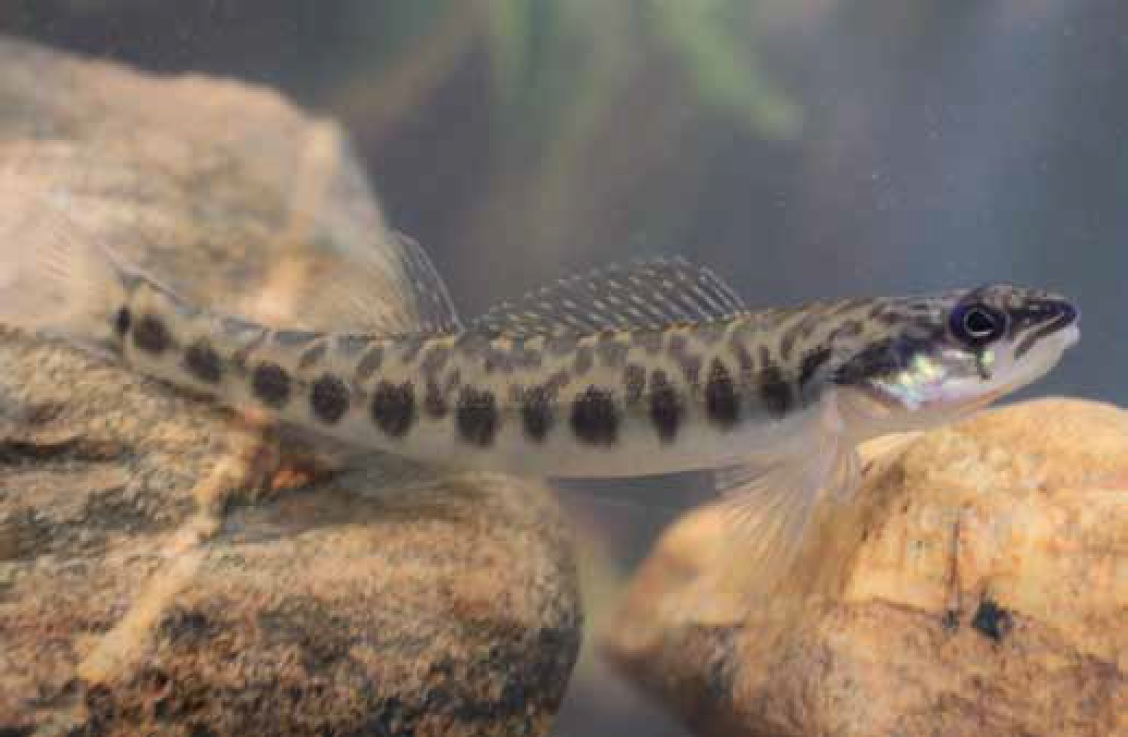
Percina pantherina

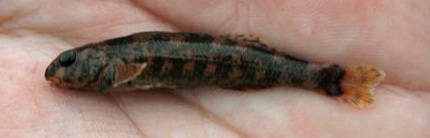
Etheostoma histrio

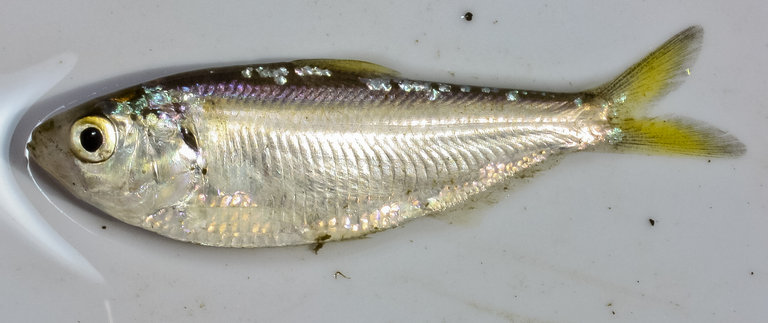
Dorosoma petenense

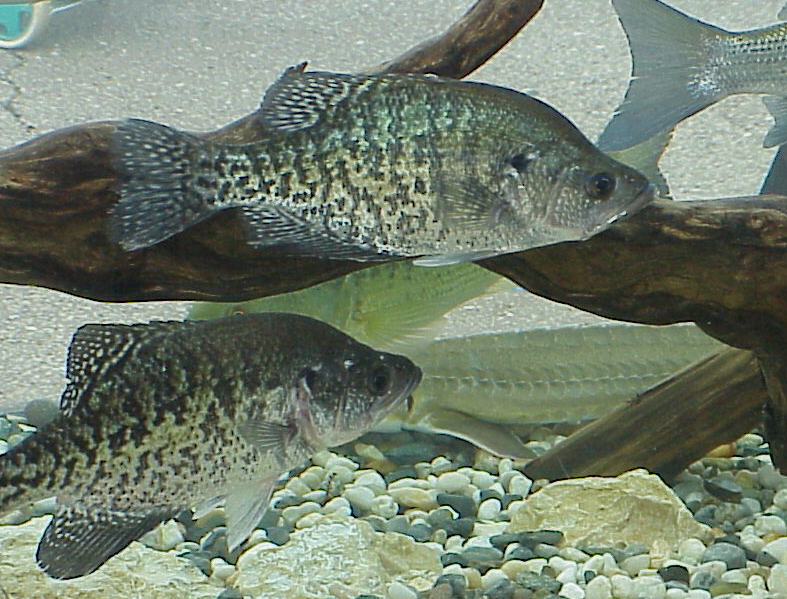
Pomoxis annularis

Polyodon spathula

Aquesta llista de peixos d'Oklahoma inclou 189 espècies de peixos que es poden trobar actualment a Oklahoma (Estats Units) ordenades per l'ordre alfabètic de llurs noms científics.

## A
- Alosa alabamae
- Alosa chrysochloris
- Ambloplites ariommus
- Ambloplites rupestris
- Amblyopsis rosae
- Ameiurus melas
- Ameiurus natalis
- Ameiurus nebulosus
- Amia calva
- Ammocrypta clara
- Ammocrypta vivax
- Anguilla rostrata
- Aphredoderus sayanus[1]
- Aplodinotus grunniens
- Astyanax mexicanus
- Atractosteus spatula

## C
- Campostoma anomalum
- Campostoma oligolepis[2]
- Campostoma spadiceum
- Carassius auratus
- Carpiodes carpio
- Carpiodes cyprinus
- Carpiodes velifer
- Catostomus commersonii
- Centrarchus macropterus
- Chrosomus erythrogaster
- Cottus carolinae
- Crystallaria asprella
- Ctenopharyngodon idella
- Cycleptus elongatus
- Cyprinella camura
- Cyprinella lutrensis[3]
- Cyprinella spiloptera
- Cyprinella venusta
- Cyprinella whipplei
- Cyprinodon rubrofluviatilis
- Cyprinus carpio

## D
- Dorosoma cepedianum
- Dorosoma petenense[4]

## E
- Elassoma zonatum
- Erimystax x-punctatus
- Erimyzon oblongus
- Erimyzon sucetta
- Esox americanus[5]
- Esox lucius
- Esox niger
- Etheostoma artesiae
- Etheostoma asprigene
- Etheostoma blennioides
- Etheostoma chlorosomum
- Etheostoma collettei
- Etheostoma cragini
- Etheostoma flabellare
- Etheostoma fusiforme
- Etheostoma gracile
- Etheostoma histrio
- Etheostoma microperca
- Etheostoma nigrum
- Etheostoma parvipinne
- Etheostoma proeliare
- Etheostoma punctulatum
- Etheostoma radiosum[6]
- Etheostoma spectabile
- Etheostoma stigmaeum
- Etheostoma whipplei
- Etheostoma zonale

## F
- Fundulus blairae
- Fundulus catenatus
- Fundulus chrysotus
- Fundulus notatus
- Fundulus olivaceus
- Fundulus sciadicus
- Fundulus zebrinus

## G
- Gambusia affinis[7]
- Gambusia holbrooki

## H
- Hiodon alosoides[8]
- Hiodon tergisus
- Hybognathus hayi
- Hybognathus nuchalis
- Hybognathus placitus
- Hybopsis amblops
- Hybopsis amnis
- Hypentelium nigricans
- Hypophthalmichthys nobilis

## I
- Ichthyomyzon castaneus
- Ichthyomyzon gagei
- Ictalurus furcatus[9]
- Ictalurus punctatus[10][3][11][9]
- Ictiobus bubalus
- Ictiobus cyprinellus
- Ictiobus niger

## L
- Labidesthes sicculus
- Lepisosteus oculatus
- Lepisosteus osseus
- Lepisosteus platostomus
- Lepomis auritus
- Lepomis cyanellus
- Lepomis gulosus
- Lepomis humilis
- Lepomis macrochirus
- Lepomis marginatus
- Lepomis megalotis
- Lepomis microlophus
- Lepomis miniatus
- Lepomis symmetricus
- Luxilus cardinalis
- Luxilus chrysocephalus
- Luxilus cornutus
- Lythrurus fumeus
- Lythrurus snelsoni[12]
- Lythrurus umbratilis

## M
- Macrhybopsis aestivalis
- Macrhybopsis australis[13]
- Macrhybopsis hyostoma
- Macrhybopsis storeriana
- Menidia beryllina[14]
- Micropterus dolomieu
- Micropterus punctulatus
- Micropterus salmoides[15][16][7]
- Minytrema melanops
- Morone chrysops
- Morone mississippiensis
- Morone saxatilis
- Moxostoma carinatum
- Moxostoma duquesnii
- Moxostoma erythrurum
- Moxostoma macrolepidotum
- Mugil cephalus

## N
- Nocomis asper
- Notemigonus crysoleucas
- Notropis atherinoides
- Notropis atrocaudalis
- Notropis bairdi[13]
- Notropis blennius
- Notropis boops[17]
- Notropis buchanani
- Notropis chalybaeus
- Notropis girardi[13]
- Notropis greenei[18]
- Notropis maculatus
- Notropis nubilus
- Notropis ortenburgeri[19]
- Notropis ozarcanus[2]
- Notropis percobromus
- Notropis perpallidus
- Notropis potteri
- Notropis rubellus[20]
- Notropis shumardi
- Notropis stramineus[7]
- Notropis suttkusi[20]
- Notropis volucellus
- Noturus eleutherus
- Noturus exilis
- Noturus flavus
- Noturus gyrinus
- Noturus miurus
- Noturus nocturnus
- Noturus placidus

## O
- Oncorhynchus mykiss
- Opsopoeodus emiliae
- Oreochromis aureus

## P
- Perca flavescens
- Percina caprodes
- Percina copelandi
- Percina macrolepida
- Percina maculata
- Percina nasuta
- Percina pantherina[21][22]
- Percina phoxocephala
- Percina sciera
- Percina shumardi
- Phenacobius mirabilis
- Pilodictis olivaris[23]
- Pimephales notatus
- Pimephales promelas[7]
- Pimephales tenellus
- Pimephales vigilax
- Platygobio gracilis
- Polyodon spathula[24]
- Pomoxis annularis[25][26]
- Pomoxis nigromaculatus
- Pteronotropis hubbsi

## S
- Salmo trutta
- Sander canadensis
- Sander vitreus
- Scaphirhynchus platorynchus
- Scardinius erythrophthalmus[27]
- Semotilus atromaculatus[28]

## T
- Typhlichthys subterraneus[29][30][31][32]